# USS Lizardfish (SS-373)
Za druga plovila z istim imenom glejte USS Lizardfish.
USS Lizardfish (SS-373) je bila jurišna podmornica razreda balao v sestavi Vojne mornarice Združenih držav Amerike.
9. januarja 1960 so podmornico prodali Italiji, kjer so jo preimenovali v Evangelista Torricelli (S-512).